# Pátzcuaro
Pátzcuaro é um município do estado de Michoacán, no México.
Em 2005, o município possuía um total de 79.868 habitantes.
Pátzcuaro conserva o seu traçado original renascentista. A sua catedral, a basílica de Santa Maria da Saúde, possui cinco naves, uma para cada língua indígena. O seu fundador, Vasco de Quiroga, está enterrado no altar, ao lado de uma virgem feita de massa de milho e orquídeas.